# Szalenik
Szalenik – wieś w Polsce położona w województwie lubelskim, w powiecie tomaszowskim, w gminie Lubycza Królewska.
Wieś jest sołectwem w gminie Lubycza Królewska. Według Narodowego Spisu Powszechnego z roku 2011 wieś liczyła 141 mieszkańców.
Wierni Kościoła rzymskokatolickiego należą do parafii Matki Bożej Różańcowej w Lubyczy Królewskiej.

## Historia
W wieku XIX Szalenik stanowił folwark w posiadłości Lubycza Kameralna.
W czasie II wojny światowej 4 października 1942 r. miała miejsce krwawa pacyfikacja Szalenika, Żyłki, Lubyczy Królewskiej, Lubyczy-Kniazie, przeprowadzona przez niemieckich okupantów. Niemcy zamordowali wtedy około 53 niewinnych cywilów. Pretekstem było fałszywe oskarżenie przez wachmanów z załogi niemieckiego obozu zagłady SS-Sonderkommando Belzec w Bełżcu, pilnujących koni komendanta obozu SS-Hauptsturmführera Gotlieba Heringa – ludności cywilnej, o podpalenie stajni z 3 końmi. Sprawcami podpalenia byli sami pijani wachmani z obozu zagłady. Zemsta komendanta obozu niemieckiego Gotlieba Heringa (po fałszywych oskarżeniach przez wachmanów) na ludności cywilnej była krwawa. Wyruszył on na czele około 100 niemieckich żołnierzy aby rozstrzeliwać okoliczną ludność. W samym Szaleniku SS-Oberscharführer Reinhold Feix zastrzelił 60-letniego rolnika Gałkę.
W latach 1975–1998 miejscowość administracyjnie należała do województwa zamojskiego.